# Теорема Лебега о разложении меры
Вводные определения
Пусть {\displaystyle F} — монотонно неубывающая функция, непрерывная слева  и такая, что {\displaystyle \lim _{x\to +\infty }F(x)-\lim _{x\to -\infty }F(x)<+\infty }. Введём на полукольце всех промежутков вида {\displaystyle [a,\;b)} меру {\displaystyle m} по следующему правилу: {\displaystyle m[a,\;b)=F(b)-F(a)}. Эту меру можно продолжить на борелевскую сигма-алгебру. При этом меры промежутков с концами {\displaystyle a,\;b} будут заданы следующим образом.
{\displaystyle m[a,\;b)=F(b)-F(a)},
{\displaystyle m(a,\;b)=F(b)-F(a+0)},
{\displaystyle m(a,\;b]=F(b+0)-F(a+0)},
{\displaystyle m[a,\;b]=F(b+0)-F(a)},
Здесь  {\displaystyle F(a+0)} - правосторонний предел функции {\displaystyle F(x)} в точке {\displaystyle a} (он существует, поскольку функция {\displaystyle F(x)} неубывающая).
Мера {\displaystyle m} может быть продолжена на подмножества числовой прямой по Лебегу. При этом получится 
{\displaystyle \mu _{F}} — мера Стилтьеса.
Частные случаи производящей функции {\displaystyle F}:
- {\displaystyle F} — функция скачков. Скачок всегда положительный, множество {\displaystyle A} — из конечного или счётного числа точек (скаляров).

{\displaystyle \mu _{F}(A)=\sum \limits _{x_{i}\in A}h_{i}} — дискретная мера.
- Функция F непрерывна, монотонно не убывает на {\displaystyle [a,\;b]}, на {\displaystyle (a,\;b)} {\displaystyle F'(x)=f(x)}.

{\displaystyle \mu _{F}(A)=\int \limits _{A}f(x)\,dx} — абсолютно непрерывная мера.
- {\displaystyle F} — сингулярная функция (например, лестница Кантора, где приращение {\displaystyle F} равно 1 на всём отрезке, но почти всюду {\displaystyle const}). Мера сосредоточена в точках роста функции.

Теорема разложения меры
| Любую меру Лебега — Стилтьеса можно представить в виде суммы трех мер — дискретной, абсолютно непрерывной, и сингулярной. |